# 無文道璨
無文道璨（むもん どうさん）は、南宋末期に活動した禅僧である。大慧下4世。

## 略歴
吉州太和県で誕生する。俗姓は不詳。笑翁妙堪に嗣法した。
宝祐2年（1254年）6月、饒州薦福寺の住持となった後、南康軍廬山の開先華蔵禅寺の席を薫するが、再び薦福寺へ戻った。
咸淳7年（1271年）2月示寂。法嗣は支提澄鑑ら三名を数える。詩文集として無文印があるほか、語録として無文和尚語録が編まれている。